# Soldevila (Torà)
Soldevila és una masia del municipi de Torà (Solsonès) inclosa a l'Inventari del Patrimoni Arquitectònic de Catalunya.

## Situació
Està situada a l'extrem nord-est del municipi de Torà a tocar del de Pinós que s'acosta a un centenar de metres de la casa. Com sol ser habitual en les masies, s'aixeca en un punt elevat, en aquest cas una carena, dominant els seus camps de conreu, que s'estenen, en totes direccions, al cap d'amunt dels vessants de l'esquerre de les rases d'Ardèvol i de Llanera.
Per anar-hi cal agafar el trencall a l'esquerra (N) (ben senyalitzat) que hi ha a la carretera de Torà a Ardèvol, aproximadament a 8,7 km. des de Fontanet (41° 51′ 04″ N, 1° 30′ 24″ E / 41.851235°N,1.506769°E). Als 1,1 km.(41° 51′ 32″ N, 1° 30′ 13″ E / 41.858846°N,1.503701°E) es deixa la pista que porta al Castell de Llanera i l'Hostal Nou i, cap a l'esquerra, s'arriba a la masia. Continuant més enllà fariem cap a les masies de Carbonells i Pinyols.

## Descripció
Edifici de quatre façanes i tres plantes.

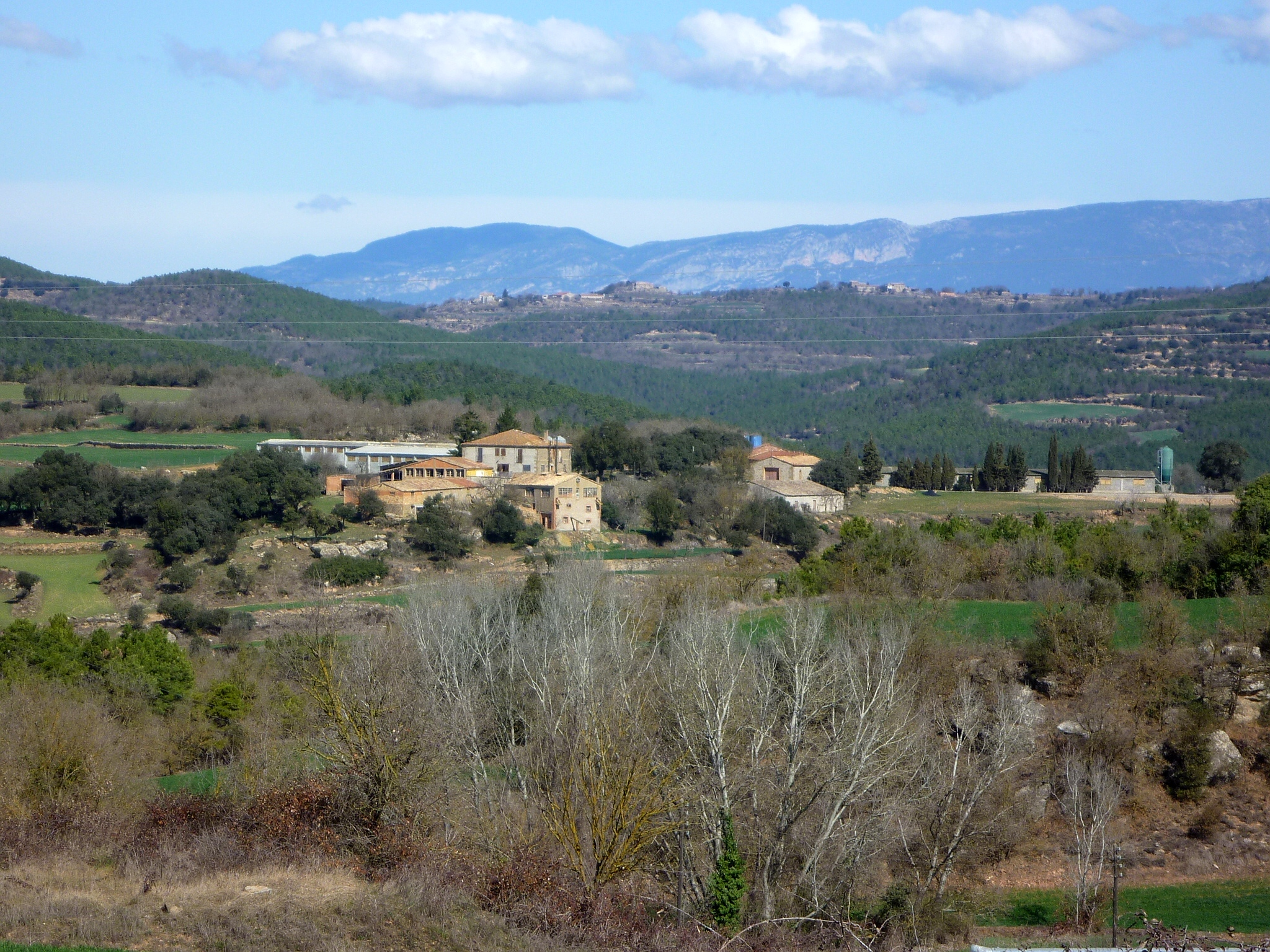
Una altra perspectiva

A la façana principal (nord), hi ha l'actual porta d'entrada amb llinda de pedra. Duu una inscripció i la data: "Franciscu Santaularia a fet fe la precen obra, 1925". A la planta següent hi ha un balcó amb barana de ferro. Al darrer pis, se situa un altre balcó, de maó i llinda de pedra. Té una finestra a cada banda en maó i arc escarser. A la façana est, hi ha dos balcons amb barana de ferro que donen a la segona planta. A l'esquerra hi ha una finestra. A la darrera planta, hi ha dos balcons i al centre una petita finestra.
A la façana sud, hi ha l'entrada original de la casa amb arc escarser. En aquesta façana hi van afegir una construcció que té funció de magatzem a la planta baixa i de terrassa de la casa a la superior. A la terrassa s'hi accedeix per una entrada que dona a la segona planta. A la seva dreta hi ha una finestra. A la darrera planta hi ha dues finestres i un balcó. La part superior de la façana està arrebossada. A la façana oest, a la planta baixa a la dreta hi ha una entrada amb arc escarser. A la seva esquerra hi ha un contrafort. Més a l'esquerra hi ha una petita obertura. A la planta següent, hi ha tres finestres i a la darrera dues.
La coberta és de quatre vessants (nord, sud, est, oest), acabada amb teules.
A uns 3 metres davant de la façana principal de la casa es troba una cisterna. Hi ha altres coberts al seu entorn, destinats a usos agrícoles.

## Història
Pel que fa a la datació aproximada cal pensar en una masia del segle xvii o XVIII, construïda damunt d'un edifici potser medieval. Malgrat les reformes dutes a terme al segle passat, alguns murs conserven un aparell força antic.